# Noemi Jirečková
 Noemi Jirečková (29. července 1874 Vídeň – 13. února 1963 Vinice, Vysoké Mýto) byla česká klavíristka. Většinu svého života prožila ve společnosti své sestry, první české umělecké fotografky Julie Jirečkové.

## Život a dílo
Noemi Jirečková byla dcerou Hermenegilda Jirečka, právního a literárního vědce a historika, který mimo jiné také vyučoval češtině korunního prince Rudolfa Habsbursko–Lotrinského a matky Julie, rozené Vokounové. Rodina žila ve vídeňské Schlüsselgasse, nedaleko hlavního nádraží. Od dětství se učila hrát na klavír ve Vídni, už jako dvanáctiletá poprvé vystoupila roku 1886 v Litomyšli a od roku 1891 koncertovala ve Vídni, v Praze, v Brně a v mnoha dalších českých městech. Klavírní hru studovala také ve Výmaru u B. Stavenhagena a roku 1895 absolvovala velké turné s houslovým virtuosem F. Ondříčkem, který si jí velmi vážil. Koncertovala také v Lipsku, kde ji vysoce ocenil dirigent Arthur Nikisch, v roce 1899 v Berlíně a roku 1904 s Českou filharmonií v Praze.
Ve své době byla Jirečková jednou z nejlepších interpretek díla Ludwiga van Beethovena. V roce 1907 však zanechala ze zdravotních důvodů veřejných koncertů a do konce života žila v rodinné vile na Vinicích ve Vysokém Mýtě. Nikdy se neprovdala a zůstala bezdětná, se sestrou Julií se věnovala také fotografii. Její klavírní umění obdivoval ještě Jaroslav Seifert ve svých pamětech.
| „                  | Ze všech žen, s kterými jsem se v Mýtě setkal, zaujala mě nejvíce Noemi Jirečková. Ještě měla kolem hlavy neviditelný věnec slávy a na staré tváři ve vráskách našel jsem ještě kousíčky její mladé krásy. Kdyby však ani toho nebylo, přitahovala mě i jinak. Byla poslední láskou Jaroslava Vrchlického. Poslední a také nešťastnou, jak jsem brzo poznal z jejího vyprávění. Milostná záře Měsíční sonáty nepadla už na jeho staré čelo. | “ |
| — Jaroslav Seifert | |   |

Noemi Jirečková zemřela 13. února 1963 v rodinné vile ve Vysokém Mýtě ve věku 88 let. Pohřbena byla v majestátní rodinné hrobce na městském hřbitově ve Vysokém Mýtě. Půl roku nato zemřela též její sestra Julie.